# Ella Löwegren
Elna "Ella" Martha Carolina Löwegren, född 21 juni 1860 i Hjortsberga församling, Kronobergs län, död 21 april 1926 i Örebro Nikolai församling, Örebro län, var en svensk rösträttsaktivist. 
Hon var verksam i kampanjen för införandet av kvinnlig rösträtt i Sverige och ordförande för Föreningen för kvinnans politiska rösträtt i Örebro 1907-1908.